# جليل وايت
جليل أحمد وايت (بالإنجليزية: Jaleel Ahmad White) هو ممثل أمريكي من مواليد في 27 نوفمبر تشرين الثاني عام 1976, اشتهر بشخصية ستيف أوركيل في المسلسل تلفزيوني (فاملي ماتتيرس) ، و معروف أيضاً بأداء شخصية القنفذ سونيك في مغامرات سونيك القنفذ وسونيك ساتام وسونيك أوندرغروند. 血液型はB型。

## الأعمال

### المسلسلات
- ذا جيفرسونز
- فاملي ماتتيرس
- فول هاوس
- خطوة بخطوة
- مغامرات سونيك القنفذ
- سونيك ساتام
- أمير بيل إير الحيوي
- سونيك أوندرغروند
- بوسطن ليغال
- سايك
- هاوس
- إن سي آي إس
- العرض العادي
- دروب ديد ديفا
- سي اس آي: التحقيق في موقع الجريمة
- التاريخ الثمل
- هاواي فايف أو
- كاسل
- أتلانتا

### أفلام
- كاذب كبير جدا (فيلم)
- فتيات الحلم (فيلم)

## مواقع خارجية
- جليل وايت على موقع IMDb (الإنجليزية)
- جليل وايت على موقع روتن توميتوز (الإنجليزية)
- جليل وايت على موقع ألو سيني (الفرنسية)
- جليل وايت على موقع تيرنر كلاسيك موفيز (الإنجليزية)
- جليل وايت على موقع أول موفي (الإنجليزية)
- جليل وايت على موقع إن إن دي بي (الإنجليزية)
- جليل وايت على موقع قاعدة بيانات الفيلم (الإنجليزية)
- جليل وايت على موقع كينوبويسك (الروسية)